# Alans (Tarn)
Alans (en francès Alos) és un municipi francès situat al departament del Tarn i a la regió d'Occitània.

## Demografia
| 1846                                       | 1962 | 1968 | 1975 | 1982 | 1990 | 1999 | 2006 | 2019 |
| ------------------------------------------ | ---- | ---- | ---- | ---- | ---- | ---- | ---- | ---- |
| 344                                        | 138  | 150  | 149  | 132  | 123  | 130  | 120  | 95   |
| Des de 1962: població sense dobles comptes |      |      |      |      |      |      |      |      |

## Administració
| Període   | Identitat      | Partit |
| --------- | -------------- | ------ |
| 2001-2020 | Julienne Aurel |        |
| 2020-     | Alain Cauderan |        |